# Brombachtal
Brombachtal är en kommun i Odenwaldkreis i Regierungsbezirk Darmstadt i förbundslandet Hessen i Tyskland. 
Kommunen bildades 1 oktober 1971 genom en sammanslagning av de tidigare kommunerna Birkert, Böllstein, Hembach, Kirch-Brombach och Langen-Brombach.